# 法利
法利（英語：Filey，/ˈfaɪli/）是英國英格蘭北約克郡的一座海濱小鎮和民政教區，在歷史上是東約克郡的一部分。法利地處北海沿岸，位於斯卡布羅和布里德靈頓之間，在政區上屬於斯卡布羅區的一部分。法利曾經是一個漁村，現已成為一個受歡迎的觀光度假地。據2011年英國人口普查，法利有人口6,981人。2001年普查時有6,819人，1991年時有6,870人。

## 地理

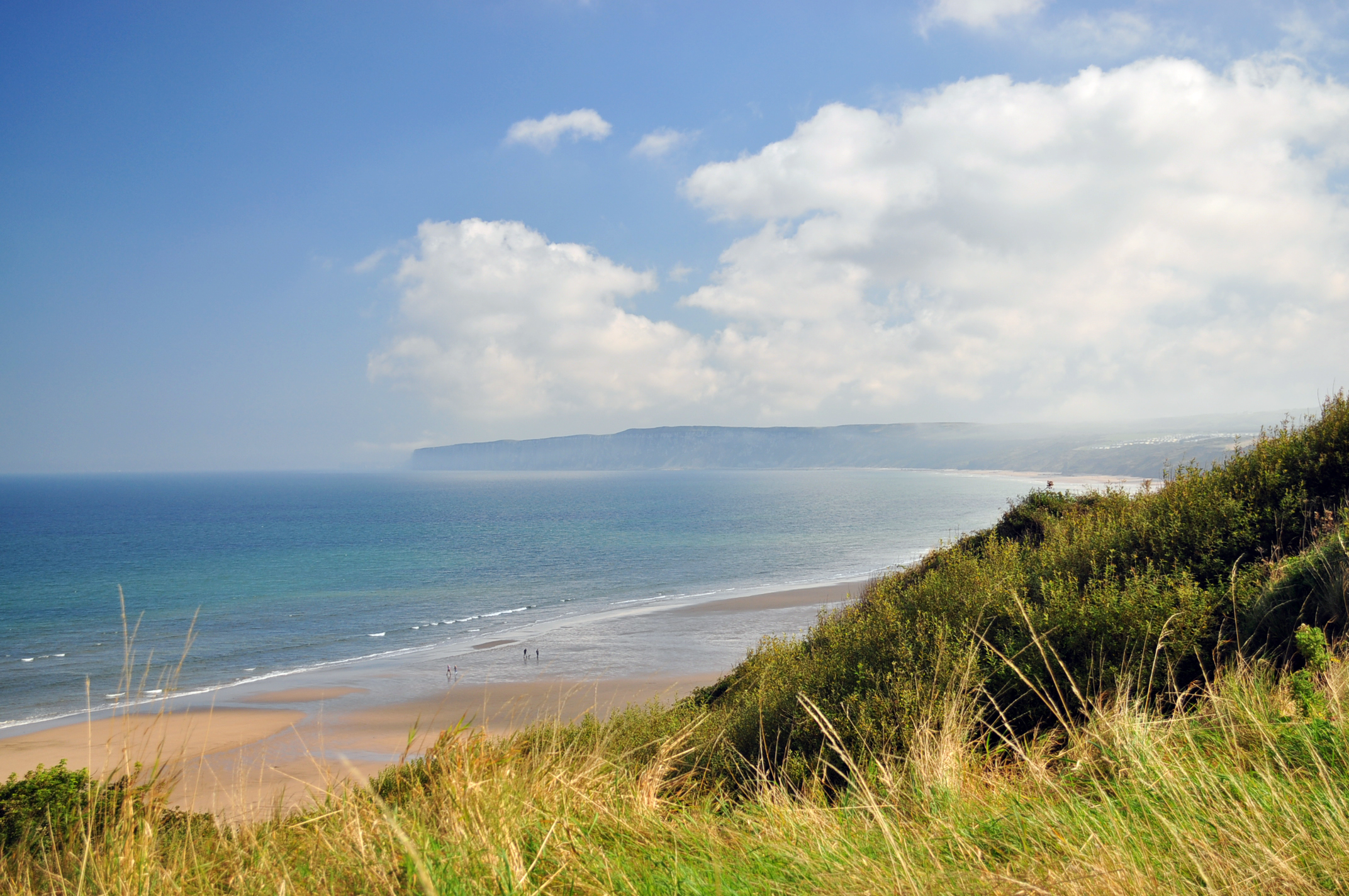
法利海灘

法利地處克利夫蘭之路的東端。這條長距離徒步路線自漢姆斯利出發，途徑北約克沼澤國家公園邊緣。克利夫蘭之路是英國第二條國家步道。法利也是約克郡高原之路國家步道的北端。這條步道的起點是赫斯爾，穿過約克郡高原。法利是大約克郡單車道的終點。這條單車道全長70-英里（110-），起點是韋瑟比賽馬場。
約克郡海岸線鐵路途徑法利。該地有法利站和法利假日營站兩個車站。昔日的營地現已發展為有600戶的度假住宅區。這座住宅區是英國最大的海岸住宅區之一，已在2007年完成了最初的住宅。
2007年7月，法利發生了嚴重的暴洪災害。

## 歷史

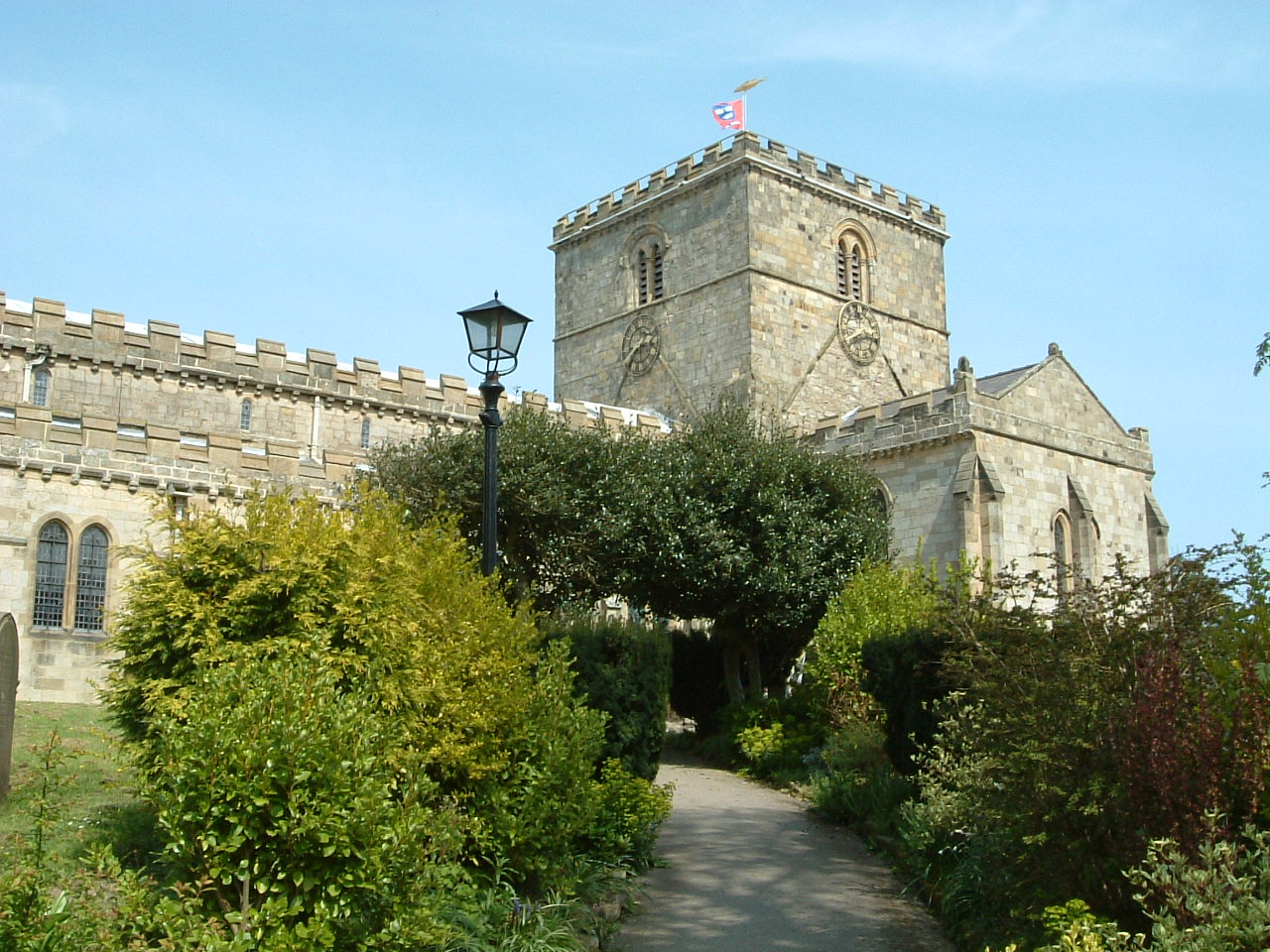
聖奧斯瓦爾德教堂 (法利)

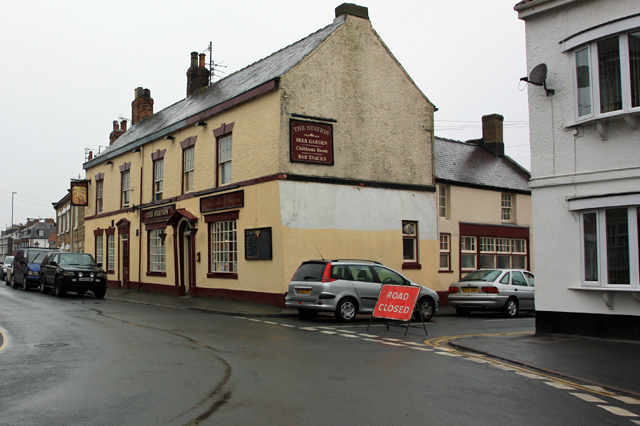
車站酒吧

1857年，在法利灣北段發現了4世紀時的羅馬信號站遺跡。這一遺跡長50米，寬14米，並設有一個方形塔樓，防禦用的水渠和後來修建的城牆。在當時及1920年代、1990年代的發掘工作時，還發現了羅馬時代的陶器和硬幣。這一考古遺跡現在得到保護。
聖奧斯瓦爾德教堂是一座修建於12世紀的教區教堂，位於城北的教堂山，是I級登錄建築。這座教堂也是法利最古老的現存建築。聖奧斯瓦爾德教堂的塔頂保存有近1,500枚保存完好的中世紀塗鴉，記錄了法利約400年的歷史。英格蘭歷史委員會在2016年記錄並分析了這些塗鴉。
直到18世紀斯卡布羅的觀光客到訪這裡之前，法利是個小村莊。1835年，一位名為John Wilkes Unett的伯明翰事務律師在法利購買了面積達7英畝（2.8公頃）的土地，修建了一座新月型建築。這座建築在1850年代開幕，後來名為皇家新月（Royal Crescent）。巧克力大亨約瑟夫·特里亦在法利擁有住宅。

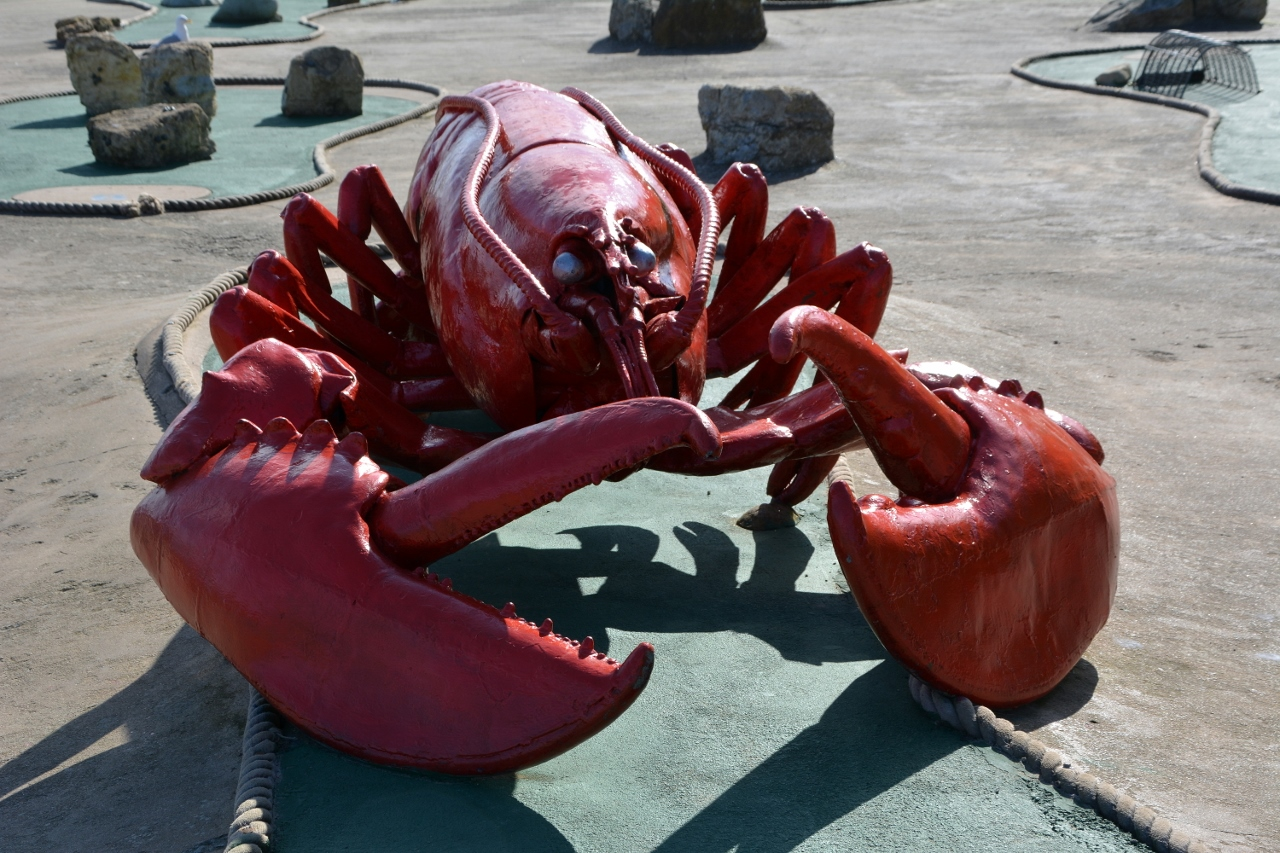
龍蝦雕塑

漁業是法利的傳統產業之一。1804年，法利有了救生艇。現在法利設有法利救生艇站。2021年，法利救生艇站更換了救生艇。
英國作曲家弗雷德里克·戴留斯曾在法利和他的家人度過他的童年。
1931年，教堂尖頂因多格灘地震而受損。
超過30年來，Butlin's公司的法利假日營都是法利經濟的主要部分。假日營的建設開始於1939年，在第二次世界大戰中仍然繼續，並成為空軍基地。1945年後，法利假日營成為一個人氣的度假地。1950年代後期車站竣工後，這裡曾有約10,000人度假。但營地在1984年關閉，並導致在法利度假的遊客劇減。
2018年，法利第一次被納入環約克郡自行車賽的路線。

## 議會選區
2010年英國大選之前，法利屬於雷戴爾選區。2010年後，法利屬於新設立的瑟斯頓和莫爾頓選區。按英國的選區變更方案，今後法利可能劃入斯卡伯勒和惠特比選區。

## 外部連結
- Filey Bird Observatory & Group （页面存档备份，存于）
- Filey Town Council （页面存档备份，存于）
- Tide Times for Filey Bay （页面存档备份，存于）